# Fontanals de Cerdanya
Fontanals de Cerdanya (spanisch Fontanals de Cerdaña) ist eine Gemeinde (Municipio) mit 531 Einwohnern (Stand: 2024) in der Provinz Girona in der Comarca Cerdanya in Spanien. Zur Gemeinde gehören die Ortschaften Escadarcs, Estoll, Les Pereres, Queixans, Soriguerola, Urtx und El Vilar d’Urtx. Die Gemeinde entstand 1969 aus dem Zusammenschluss von Queixans und Urtx.

## Lage
Fontanals de Cerdanya liegt etwa 220 Kilometer nordöstlich von Lleida und etwa 150 Kilometer nordwestlich von Girona in den Pyrenäen einer Höhe von ca. 1180 m nahe der Grenze zu Frankreich.

## Einwohnerentwicklung
| 1970 | 1981 | 1991 | 2001 | 2011 | 2021 |
| ---- | ---- | ---- | ---- | ---- | ---- |
| 462  | 313  | 296  | 406  | 465  | 506  |

## Sehenswürdigkeiten
- Cosmas-und-Damian-Kirche von Queixans
- Martinskirche von Urtx
- Eulalienkirche in Estoll
- Stefanskapelle in Les Pereres
- Michaeliskapelle von Soriguerola

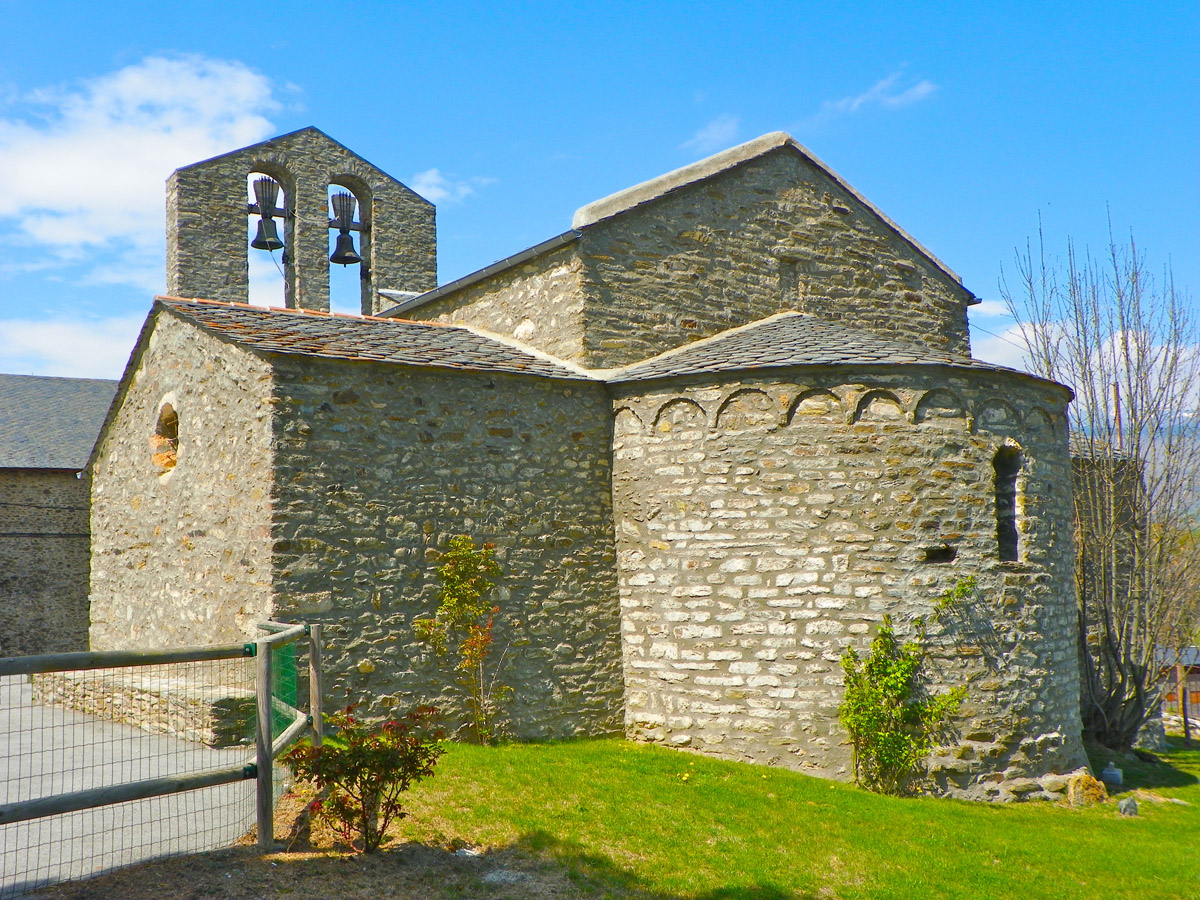
Cosmas-und-Damian-Kirche
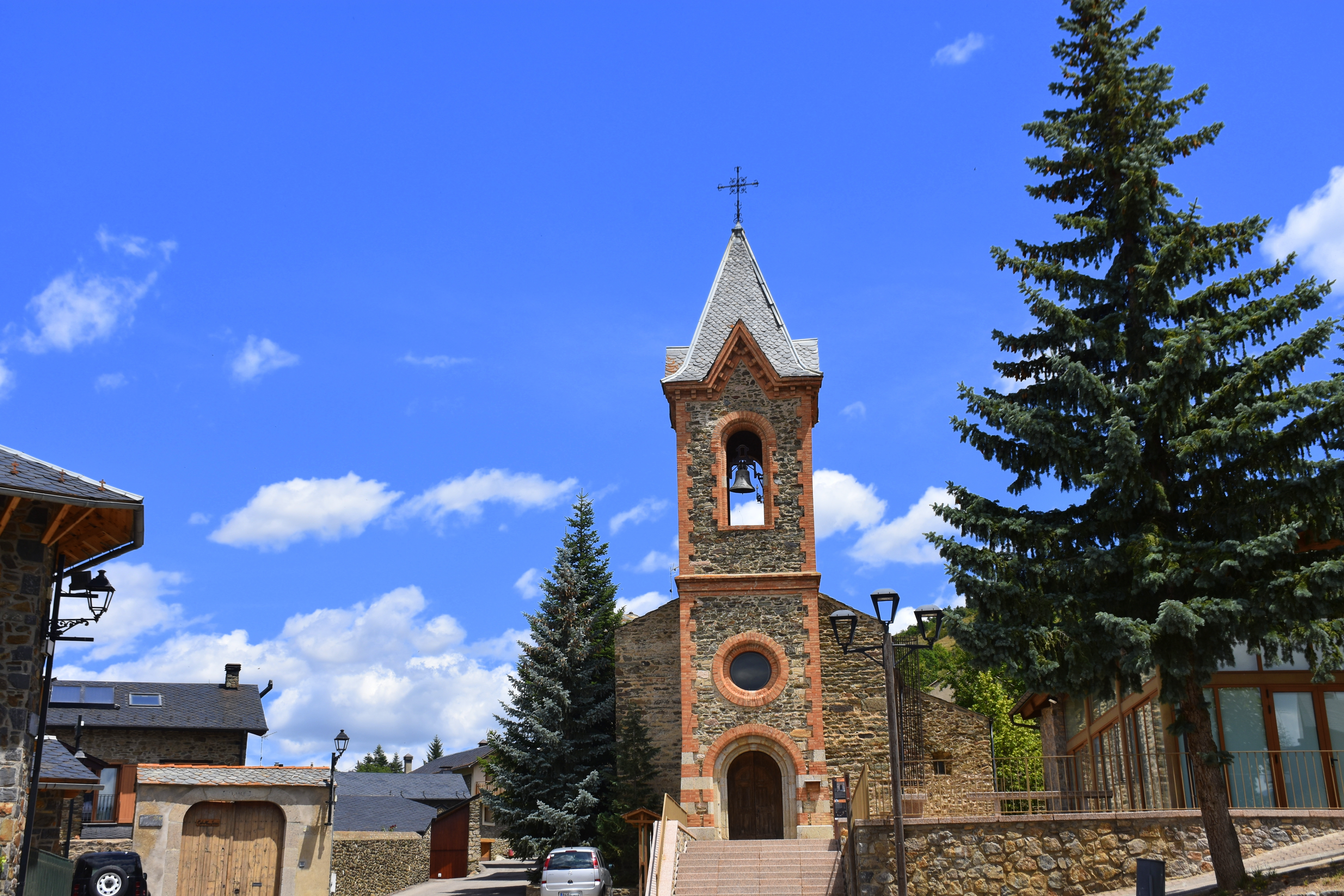
Martinskirche
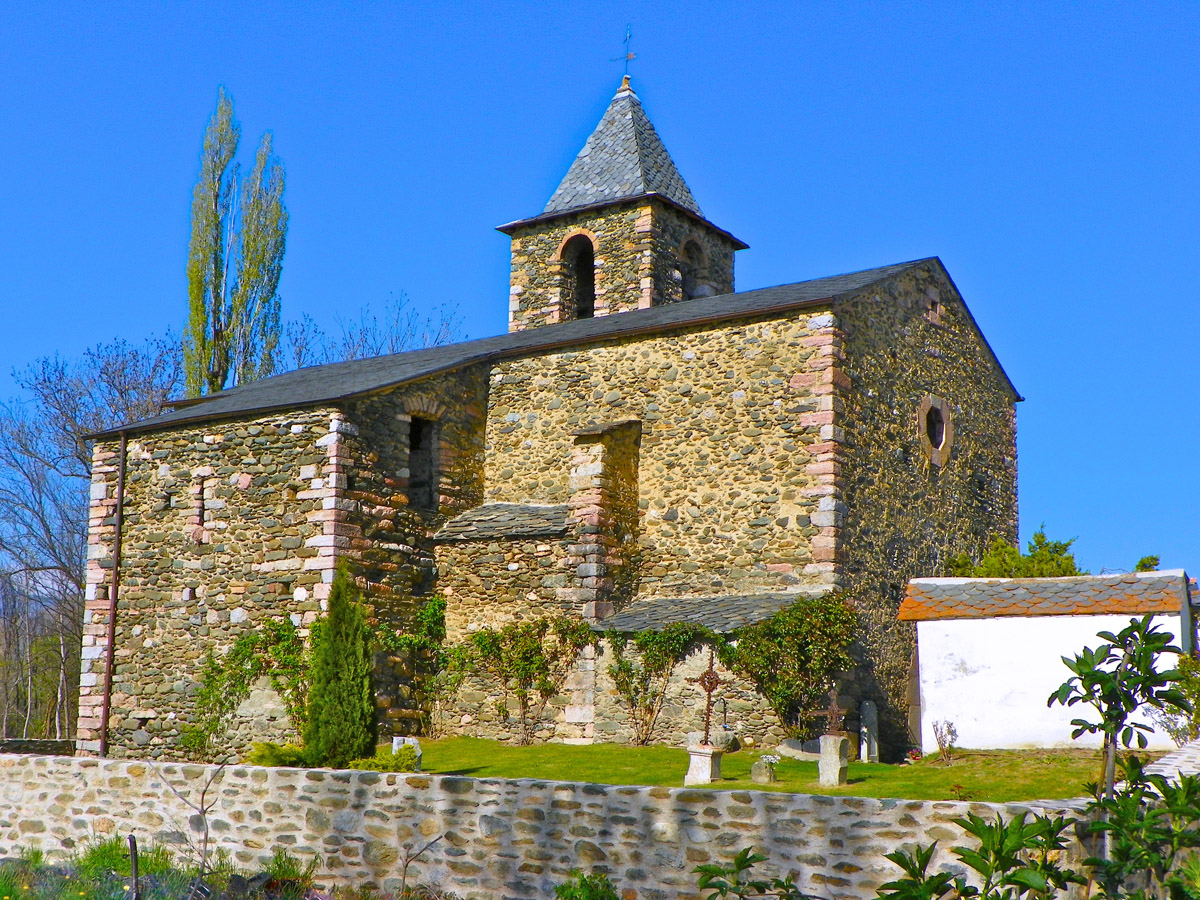
Eulalienkirche
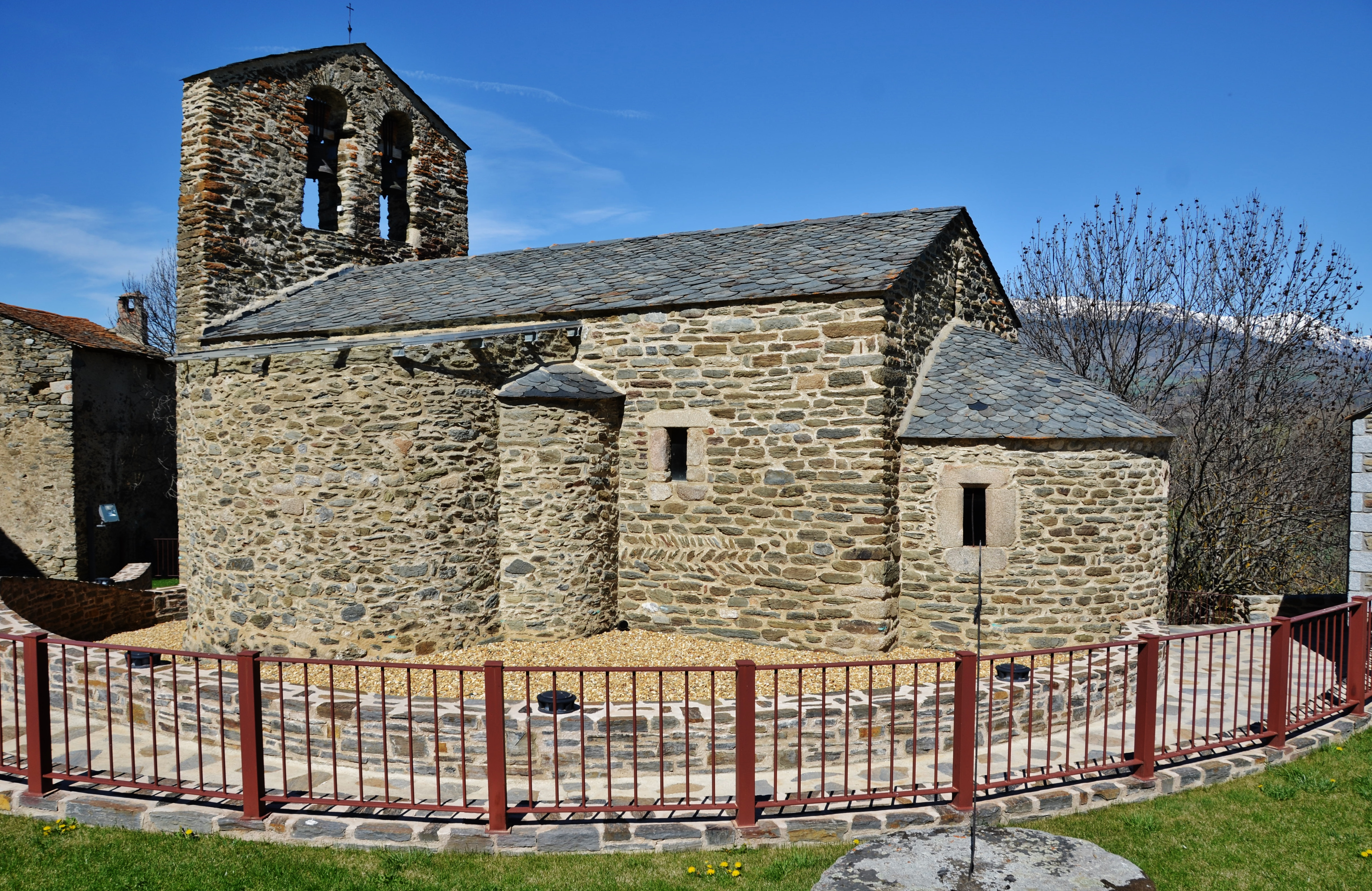
Stefanskapelle
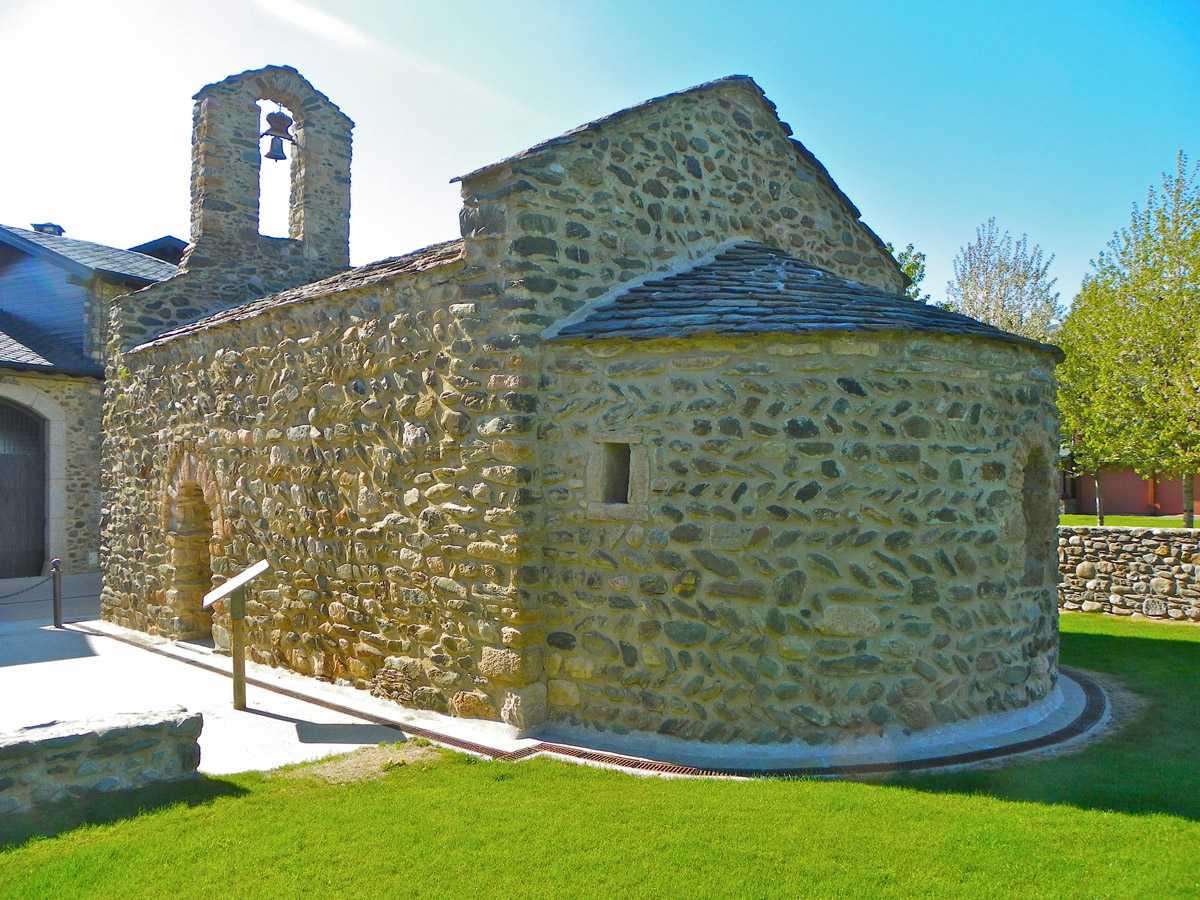
Michaeliskapelle

## Persönlichkeiten
- „Meister von Soriguerola“ (Lebensdaten im 13. Jahrhundert), unbekannter Maler
- Pere d’Urtx (gestorben 1293), Bischof von Urgell (1269–1293), erster Kofürst von Andorra